# Mạng con

Chia mạng con bằng cách chia phần ID máy chủ (host ID)

Mạng con (tiếng Anh: subnet) là phần nhỏ hơn của một IP.:1,16 Quá trình phân chia một mạng ban đầu thành hai hay nhiều mạng con được gọi là chia mạng con (subnetting).